# Geizkofler (Familie)

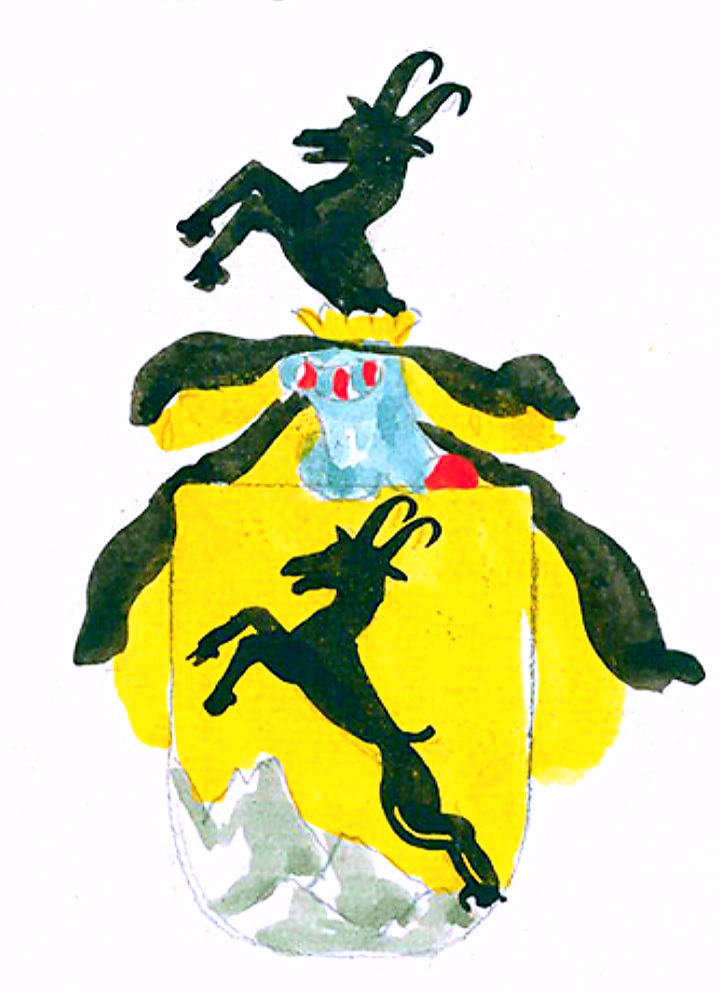
Stammwappen der Geizkofler gemäß kaiserlichem Wappenbrief 1518

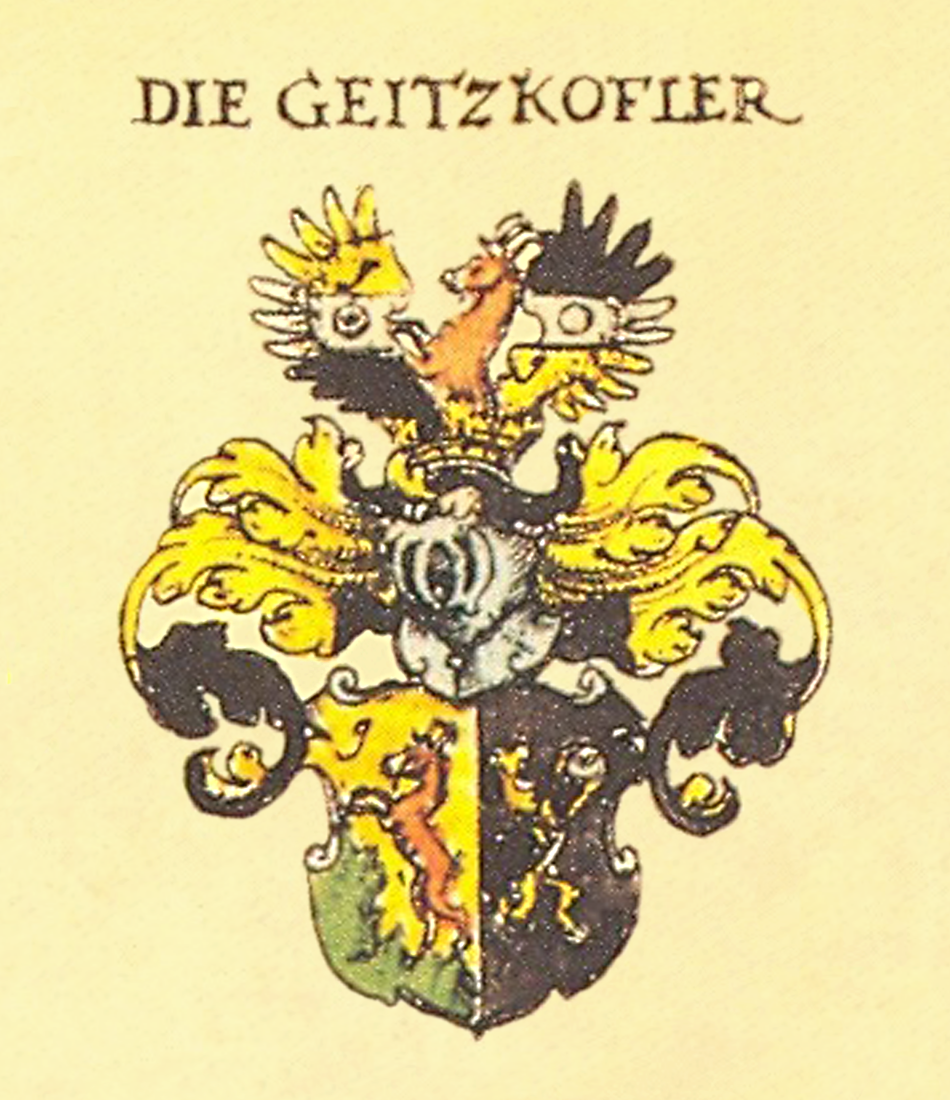
Wappen der Geizkofler, vereint mit dem der Kugler von Hohenfirnberg, in Johann Siebmachers Wappenbuch von 1605

Geizkofler (auch Geizkofler von Reiffenegg, bzw. Geizkofler von Gailenbach und Haunsheim) war der Name einer ursprünglich aus Tirol stammenden Gewerken- und Beamtenfamilie, die in den Reichsadels- und Freiherrenstand erhoben wurde. Das Geschlecht ist 1730 im Mannesstamm vollständig erloschen.  

## Geschichte
Die Familie stammte ursprünglich aus Sterzing, wo sie zur städtischen Oberschicht gehörend, seit dem 13. Jahrhundert urkundlich nachweisbar ist. Angehörige betrieben dort zunächst ein Gasthaus mit zugehöriger Handlung und waren später als Gewerke tätig. Die gesicherte Stammreihe beginnt mit Stefan Geizkofler († 1430). Von seinen Söhnen soll einer als Prior des Dominikanerordens in Wien gewirkt haben und ein anderer mit dem Deutschen Orden nach Livland gezogen sein. Der  Bürgermeister von Sterzing Hans Geizkofler (1498–1563) erlangte 1518 von Kaiser Maximilian I. einen Wappenbrief. Seit 1525 mit Barbara, der Tochter des kaiserlichen Rates und obersten Zeugmeisters Hans Kugler von Hohenfirnberg verheiratet, erbte er von seinem Schwiegervater Bergwerke in der Nähe von Schwaz. Aus der Ehe stammten zwölf Söhne, davon mehrere in den Diensten der Habsburger bzw. des Handelsunternehmens der Fugger standen, und vier Töchter. Der älteste Sohn, Georg Geitzkofler (1526–1577) wurde Münzmeister in Sankt Joachimsthal, wo der Joachimstaler geprägt wurde und wo er seinem Schwiegervater Ruprecht Pullacher in diesem Amt nachfolgte. Der Rentmeister Michael Geizkofler (1527–1614) sowie dessen Bruder, der Jurist Lukas Geizkofler (1550–1620) erreichten die Aufnahme in die Augsburger Herrenstube. Hans Geizkofler († 4. Dezember 1581) wirkte als fürstlich-salzburgischer Pfennigmeister. Das gleiche Amt bekleidete sein Sohn Christoph Geizkofler († 1592). 
1597 erfolgte die Eintragung in die Landtafel der ritterständischen Adelsgeschlechter Tirols. 1599 bestätigte Kaiser Rudolf II. der Familie den Reichsadelsstand. Zacharias Geizkofler von Reiffenegg (1560–1617) avancierte zum kaiserlichen Rat, Reichspfennigmeister sowie Proviantmeister der 1592 das Gut Gailenbach in Edenbergen bei Augsburg und 1601 das Gut Haunsheim bei Lauingen erworben hatte. 1625 erlangte der Sohn von Zacharias Geizkofler aus der Ehe mit Maria Jakobine Rehlinger († 1600), der württembergischer Hofkanzleidirektor Ferdinand Geizkofler von Haunsheim (1592–1653) den Freiherrenstand. Mit letzterem erlosch die schwäbische Linie, sowie mit Franz Joseph Geizkofler († 1730) auch die in Tirol verbliebene Linie.

## Besitzungen (Auswahl)
- Burgruine Reifenegg
- Schloss Gailenbach
- Schloss Haunsheim

## Wappen

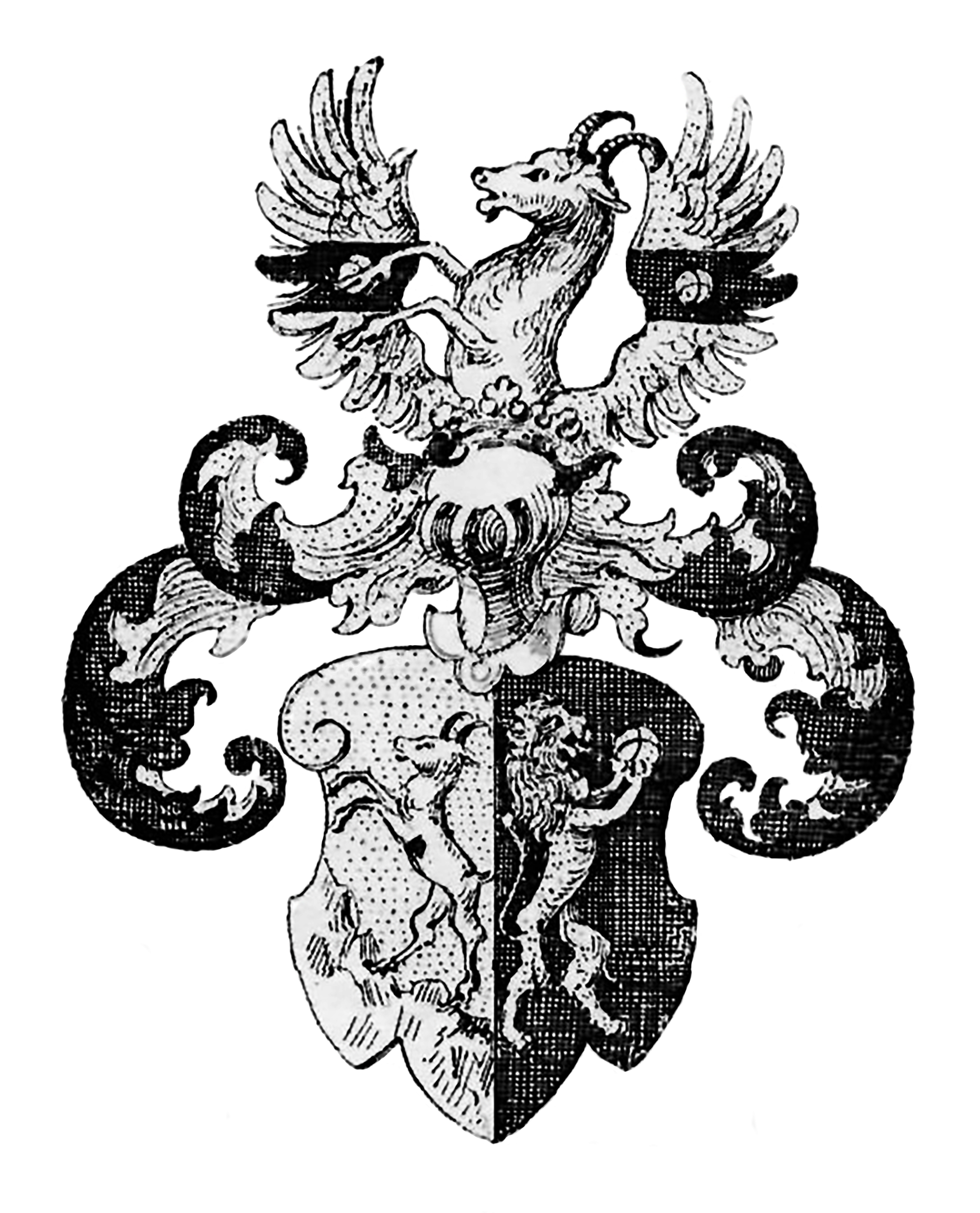
Wappen der Geizkofler in Alberti Wappenbuch, Heft 4, 1892

- Blasonierung des Stammwappens: In Gold eine springende Gämse auf Felsen; Helmdecken Gold - schwarz; Helmzier: auf der Krone die springende Gämse wachsend
- Blasonierung des gemehrten Wappens (im Siebmacher abgebildet): Vorne das Stammwappen, der Felsen schrägrechts ansteigend, hinten das Wappen der Kugler von Hohenfirnberg - in schwarz ein nach links gewendeter goldener Löwe, der eine silberne Kugel in den Vorderpranken hält. Helmdecken Gold-schwarz; Helmzier: Krone mit offenem Adlerflug, in den Farben Gold-weiß-schwarz bzw. schwarz-weiß-Gold im mittleren Feld die silberne Kugel.

## Persönlichkeiten
- Georg Geitzkofler (1526–1577), böhmischer Münzmeister in St. Joachimsthal
- Zacharias Geizkofler (1560–1617), Reichspfennigmeister des Heiligen Römischen Reichs
- Hans Geizkofler (1561–1581), Salzburger Münz- und Pfennigmeister
- Ferdinand Geizkofler (1592–1653), Freiherr und württembergischer Hofkanzleidirektor